# Новиков, Евгений Сергеевич
Евгений Сергеевич Новиков (род. 15 ноября 1993) — белорусский игрок в пляжный футбол. Выступает за сборную Белоруссии. Участник трех чемпионатов мира (2021, 2024, 2025).

## Биография
Играл в Бресте на любительских турнирах по мини-футболу. На протяжении 18 месяцев проходил срочную военную службу: сначала в Печах, а затем в брестской артиллерийской части. Работал мастером по починке домофонов.
В чемпионате Белоруссии по пляжному футболу дебютировал в 2018 году, играя за команду «ПроДом» из Бреста. Впервые за рубежом сыграл в 2020 году в составе московского ЦСКА. Впоследствии играл также за «Сотао» (Португалия), а также в Белоруссии за минские «Динамо» и ЦОР.
В составе сборной Белоруссии дебютировал в 2021 году. Трижды представлял Белоруссию на чемпионатах мира 2021, 2024 и 2025 годах. На турнире 2024 года в ОАЭ вместе с командой впервые в истории белорусской сборной стал бронзовым призёром.
В сентябре 2024 года вместе с командой стал бронзовым призером Лиги Европы, суперфинал турнира проходил в итальянском городе Альгеро. За одну секунду до окончания матча со сборной Испании за бронзовые медали Новиков получил красную карточку — игрок руками перевел мяч в ворота соперника. По окончании турнира вместе с партнерами по сборной Михаилом Августовым и Олегом Гапоном остался в Альгеро, сыграв за греческий «Наполи Патрон» на клубном чемпионате мира.
По итогам 2022 года был признан лучшим игроком Белоруссии в пляжном футболе.

## Достижения
Сборная Белоруссии
- Бронзовый призёр чемпионата мира: 2024
- Победитель Игр стран СНГ: 2023
- Финалист Евролиги: 2021

На клубном уровне
- Чемпион Белоруссии: 2023 (ЦОР)
- Бронзовый призёр чемпионата Белоруссии: 2018 (ПроДом)
- Победитель Кубка Белоруссии: 2022 (ЦОР)
- Победитель Суперкубка Белоруссии: (ЦОР)
- Бронзовый призёр чемпионата России: 2022 (ЦСКА)
- Финалист Кубка России: 2022 (ЦСКА)
- Победитель Московского международного кубка: 2022 (ЦСКА)
- Финалист Московского международного кубка: 2023 (ЦСКА)

Индивидуальные
- Лучший игрок Московского международного кубка: 2022
- Лучший игрок чемпионата Белоруссии: 2022